# 宜居世界天文台
宜居世界天文台（英語：Habitable Worlds Observatory，縮寫作HWO）是2020年美国国家科学院天文学和天体物理学十年调查推荐的大型红外、光学和紫外线太空望远镜。 该望远镜将使用日冕仪或遮星镜遮挡恒星光线，对位于恒星宜居带（可存在液态水）的地球大小的宜居系外行星进行搜索和成像，并提供广泛的天体物理观测。 宜居世界天文台建立在两个早期任务概念LUVOIR和宜居系外行星天文台的研究基础之上。
HWO的主要目标是识别并直接观测至少25个宜居系外行星。然后，它将在这些行星的大气光谱中寻找化学生物特征，包括氧气和甲烷等气体，这些可以作为生命的关键证据。 HWO还将利用其高灵敏度和分辨率来追踪星系和其他宇宙结构的演变。
HWO的主要科学主题是： 
- 星系生长的驱动因素
- 宇宙时间中元素的演化
- 太阳系及其银河系背景
- 可能有生命的世界

## 发展
2023年，美国国家航空航天局制定了大型天文台成熟计划（GOMAP），联合政府、工业界和学术界开发HWO所需的技术。GOMAP旨在吸取NASA先前任务的经验教训，简化HWO概念的开发并降低未来任务的预算和进度风险。
HWO被设计为可通过超重型运载火箭发射，例如SpaceX的星际飞船、蓝色起源的New Glenn或SLS。目前HWO的概念设计包括一面6至8米的镜子，但是如果到2040年代运载火箭技术允许的话，其设计应该可以允许使用更大的镜子。